# Arturo Gianfranco Fasana
Arturo Gianfranco Fasana (Sagno, 1955) es un gestor de grandes fortunas suizo, también es propietario de varios caballos que han sido galardonados con varios premios internacionales y una yegua finalista de los Juegos Olímpicos de Londres en 2012.

## Biografía
Nacido en 1955 en Sagno, en el Cantón del Tesino de Suiza, Arturo Fasana fue escolarizado en colegios de alto nivel de Ginebra. Comenzó su carrera como gestor Crédit Suisse de Chiasso, y gracias a sus conocimientos de idiomas, primero se dirigió a Londres y, después, hacia Buenos Aires, donde consolidó su afinidad por la cultura hispánica. Más tarde volvió a Suiza, donde trabajando en Crédit Suisse de Ginebra conoció a Marcel Hagger, responsable en aquel entonces de los clientes españoles y sudamericanos. Sería con Marcel Hagger que en 1984 fundaron la empresa Rhône Gestion, dedicada a la profesión de gestor de fortunas.
Fue también jugador de la Liga B en Chiasso, y continuó su recorrido deportivo por distintos equipos en Ginebra. Llegando incluso a presidir el FC Saint-Paul, en Vésenaz (Ginebra), equipo de tercera división que dirigió de 2005 a 2008.
Arguro Gianfranco es también un apasionado de los deportes ecuestres, propietario de varios ejemplares caballos, consiguió con una yegua irlandesa llamada Castlefield Eclipse varios premios internacionales que fue finalista de los Juegos Olímpicos de Londres en 2012 montada por el jinete suizo Paul Estermann.
Arturo y su esposa Jocelyne Fasana viven en las afueras de Ginebra, con sus dos hijos y su hija. Los dos hijos Yannik y Gregory, trabajan también en Rhône Gestion, mientras que su hija se dedica al negocio de la logística después de estudiar Empresas en la Haute Ecole de Gestion de Ginebra.
En el año 2020, Arturo Fasana, como abogado gestor de la cuenta del rey Juan Carlos en la banca Maribaud, declaró ante el fiscal jefe del cantón de Ginebra, Yves Bertossa, que el exmonarca le entregó en 2010 1,7 millones de euros procedentes de Hamad bin Isa bin Salman al-Khalifa, el sultán de Baréin. Corinna zu Sayn-Wittgenstein apuntó que el monarca, tenía como testaferro en Suiza a Arturo Fasana. Coincidiendo que Fasana era según la UDEF quien gestionaba las cuentas de varios miembros de la familia Pujol Ferrusola, según constaba también en los Papeles de Panamá. Las declaraciones de Fasana se sucedieron cuando fue detenido en relación con la trama Gürtel.